# Angelo Branduardi
Angelo Branduardi (Cuggiono bij Milaan, 12 februari 1950) is een Italiaans zanger, componist en musicus.
Hij verhuisde al op jonge leeftijd met zijn familie naar Genua, waar hij opgroeide. Vanaf zijn zesde leerde hij vioolspelen. Ook op het conservatorium studeerde hij later de viool. Na enige tijd als violist te hebben gewerkt, keerde hij terug naar Milaan waar hij in 1975 trouwde met Luisa Zappa, met wie hij later twee dochters kreeg, Sarah en Maddalena. Vele werken van Branduardi zijn gemaakt in samenwerking met Luisa, die de meeste teksten ervoor schreef. Verder begon hij zich meer toe te leggen op andere muziekinstrumenten zoals de gitaar.
In 1974 begon Branduardi albums uit te geven. Zijn eerste album heette ook Angelo Branduardi. In 1983 schreef hij de muziek voor de film State buoni se potete van Luigi Magni. In de jaren die hierop volgden, schreef hij ook de muziek van andere films, waaronder die van Momo en Secondo Ponzio Pilato. La Pulce D'acqua is een van zijn bekendste nummers. Ook Cogli La Prima Mela en Gulliver waren bekende nummers.
De muziekstijlen van Branduardi zijn gevarieerd, van middeleeuws, renaissance en barok tot modern. Vooral in zijn vroegere werk komt hij over als minstreel, vaak met luchtige muziek. In latere jaren wordt zijn stijl zwaarder. Opvallend aan zijn uiterlijk is zijn enorme haardos.

## Enkele nummers
- Alla fiera dell'est
- La pulce d'acqua
- Cogli la prima mela
- Cercando loro
- Branduardi canta Yeats
- Pane e Rose
- Il ladro
- Si puo' fare
- Domenica e lunedi
- Camminando Camminando
- Futuro Antico
- Il Sultano di Babilonia e la prostituta

## Filmografie
- State buoni se potete (1983), muziekleraar

## Gewonnen prijzen
- Golden Europe Award
- David di Donatello-prijs
- Bundesdeutschen Schallplatten-Kritik prijs voor beste artiest van het jaar 1982